# Obdurodon
Obdurodon – wymarły rodzaj prassaka z rodziny dziobakowatych. 

## Występowanie
Gatunki z rodzaju Obdurodon żyły w miocenie i oligocenie na terenie dzisiejszej Australii.

## Etymologia
Obdurodon: łac. obduro „wytrzymać”; gr. οδους odous, οδοντος odontos „ząb”. 

## Podział systematyczny
- Obdurodon dicksoni Archer, F.A. Jenkins, Hand, P.T. Murray & Godthelp, 1992
- Obdurodon insignis Woodburne & Tedford, 1975
- Obdurodon tharalkooschild Pian, Archer & Hand, 2013